# コキアシシギ
コキアシシギ（小黄足鷸、学名：Tringa flavipes）は、チドリ目シギ科に分類される鳥類の一種である。

## 分布
北アメリカ北部で繁殖し、冬季はアメリカ南部から南アメリカに渡り越冬する。
日本へは数少ない旅鳥として、春と秋の渡りの時に北海道、本州、沖縄県で記録される。ほとんどが単独での渡来である。越冬記録もある。

## 形態
体長約24cm。オオキアシシギと似ているが一回り小型である。夏羽の上面は黒色と灰褐色で、白い羽縁がある。体の下面は白い。冬羽は上面が灰褐色になる。雌雄同色である。
足は黄色く長い。

## 生態
非繁殖期は、干潟、河口、湿地、水田などに生息する。繁殖期は湿地や樹木が疎らな草地に生息する。 
食性は動物食で、昆虫類や甲殻類、貝類を捕食する。
繁殖形態は卵生。
鳴き声は「ピュウ」「ピュー　ピュー」